# Mistrovství Afriky v atletice
Mistrovství Afriky v atletice je kontinentální sportovní akce, která se koná od roku 1979 pod záštitou Africké atletické asociace. Od roku 1996 je pořádáno ve dvouletých cyklech. Nejčastěji, třikrát, se šampionát konal v egyptské Káhiře. 17. ročník v roce 2010 poprvé v historii hostila Keňa.

## Přehled šampionátů
| N°  | Ročník  | Město              | Země              | Datum konání                     | Místo konání                      |
| --- | ------- | ------------------ | ----------------- | -------------------------------- | --------------------------------- |
| 1.  | MA 1979 | Dakar              | Senegal           | 2. srpen – 5. srpen 1979         | Stade Demba Diop                  |
| 2.  | MA 1982 | Káhira             | Egypt             | 25. srpen – 28. srpen 1982       | Cairo International Stadium       |
| 3.  | MA 1984 | Rabat              | Maroko            | 12. červenec – 15. červenec 1984 | Stade Moulay Abdellah             |
| 4.  | MA 1985 | Káhira             | Egypt             | 15. srpen – 18. srpen 1985       | Cairo International Stadium       |
| 5.  | MA 1988 | Annaba             | Alžírsko          | 29. srpen – 3. září 1988         | Stade 19 Mai 1956                 |
| 6.  | MA 1989 | Lagos              | Nigérie           | 4. srpen – 8. srpen 1989         | Lagos National Stadium            |
| 7.  | MA 1990 | Káhira             | Egypt             | 3. říjen – 6. říjen 1990         | Cairo International Stadium       |
| 8.  | MA 1992 | Belle Vue Mauricia | Mauricius         | 25. červen – 28. červen 1992     | Stade Anjalay                     |
| 9.  | MA 1993 | Durban             | Jižní Afrika      | 23. červen – 27. červen 1993     | Moses Mabhida Stadium             |
| 10. | MA 1996 | Yaoundé            | Kamerun           | 12. červen – 16. červen 1996     | Stade Ahmadou Ahidjo              |
| 11. | MA 1998 | Dakar              | Senegal           | 18. srpen – 22. srpen 1998       | Stade Leopold Senghor             |
| 12. | MA 2000 | Alžír              | Alžírsko          | 12. červenec – 15. červenec 2000 | Stade 5 Juillet 1962              |
| 13. | MA 2002 | Tunis / Radès      | Tunisko           | 6. srpen – 10. srpen 2002        | Stade 7 November                  |
| 14. | MA 2004 | Brazzaville        | Konžská republika | 14. červenec – 18. červenec 2004 | Stade Alphonse Massemba-Débat     |
| 15. | MA 2006 | Bambous            | Mauricius         | 9. srpen – 13. srpen 2006        | Stade Germain Comarmond           |
| 16. | MA 2008 | Addis Abeba        | Etiopie           | 30. duben – 4. květen 2008       | Addis Abeba Stadium               |
| 17. | MA 2010 | Nairobi            | Keňa              | 28. červenec – 1. srpen 2010     | Nyayo National Stadium            |
| 18. | MA 2012 | Porto Novo         | Benin             | 27. červen – 1. červenec 2012    | Stade Charles de Gaulle           |
| 19. | MA 2014 | Marrákéš           | Maroko            | 10. srpen – 14. srpen 2014       | Stade de Marrakech                |
| 20. | MA 2016 | Durban             | Jižní Afrika      | 22. červen – 26. červen 2016     | Kings Park Stadium                |
| 21. | MA 2018 | Asaba              | Nigérie           | 1. srpen – 5. srpen 2018         | Stephen Keshi Stadium             |
| 22. | MA 2022 | Saint Pierre       | Mauricius         | 8. červen – 12. červen 2022      | Cote d’Or National Sports Complex |
| 23. | MA 2024 | Yaoundé            | Kamerun           |                                  |                                   |